# Teresa Bogusławska
Teresa Maria Bogusławska ps. „Tereska” (ur. 13 lipca 1929 w Warszawie, zm. 1 lutego 1945 w Zakopanem) – polska harcerka, uczestniczka małego sabotażu i powstania warszawskiego.

## Życiorys

### Dzieciństwo przed wybuchem II wojny światowej

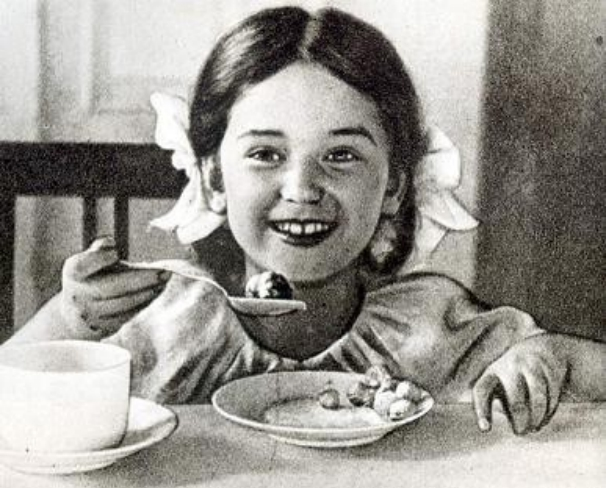
Teresa Bogusławska jako mała dziewczynka, ok. 1939

Jej rodzicami byli Antoni Bogusławski oraz Maria z domu Wolszczan. Antoni Bogusławski był legionistą, kawalerem Orderu Virtuti Militari, poetą, dziennikarzem, pisarzem i tłumaczem z języków: rosyjskiego, słoweńskiego, serbsko-chorwackiego i bułgarskiego. Maria pracowała jako okulista. Teresa Bogusławska miała starszego o dziesięć lat brata Andrzeja. Rodzina mieszkała przy ul. Kanonia 8 na Starym Mieście, w dawnym majątku należącym do Artura Oppmana. Antoni Bogusławski i Artur Oppman byli przyjaciółmi.
Od 1935 roku uczyła się w Gimnazjum im. Cecylii Plater-Zyberkówny. Prawdopodobnie za sprawą zachęt ze strony ojca oraz Artura Oppmana Teresa jako uczennica gimnazjum zaczęła pisać wiersze, ponadto grała na fortepianie oraz uczyła się rysować. Jako harcerka należała do 6 drużyny Chorągwi Warszawskiej OH.

### Pierwsze lata II wojny światowej
Po wybuchu II wojny światowej jej ojciec i brat opuścili Polskę. Antoni Bogusławski wkrótce został adiutantem  generała Władysława Sikorskiego, Andrzej Bogusławski po kampanii wrześniowej przedostał się przez Litwę i Szwecję do Wojska Polskiego w Wielkiej Brytanii, gdzie wstąpił w szeregi cichociemnych. Teresa pozostała z matką w Warszawie. Zmuszone były przenieść się na ul. Mazowiecką (początkowo pod numer 4, następnie 19). Po kapitulacji Warszawy Teresa Bogusławska pocieszała rannych żołnierzy w szpitalu. Kontynuowała edukację w ramach tajnego nauczania.
Za sprawą Jolanty Boni od jesieni 1941 roku przynależała do tajnego zastępu należącego do 6. Warszawskiej Żeńskiej Drużyny Harcerskiej. Do zastępu należały również m.in.: Zofia Baranowicz, Marzena Śmigielska, Irena Więckowska, Maria Smoleńska. Teresa Bogusławska brała udział w akcjach małego sabotażu: przygotowywała punkty żywnościowe i opatrunkowe, gromadziła sprzęt sanitarny i żywność, prowadziła dokumentację topograficzną wyznaczonych dzielnic. Wbrew rodzicom i opiekunom  z czasem wraz z innymi harcerkami zaczęła brać udział w ryzykowniejszych akcjach: wybijały szyby w sklepach niemieckich, wrzucały wydmuszki jaj napełnione atramentem do wnętrz sklepów. Sama Teresa rozlepiała na murach hasła. Według niektórych relacji jedno z nich brzmiało: Przez krew, łzy i cierpienia do Wolnej Polski. Według relacji jej koleżanki Ireny Więckowskiej Teresa postarała się o tłumaczenie na język niemiecki niektórych haseł. Jesienią 1943 roku harcerki złożyły przysięgę przed komendantką hufca Szarych Szeregów Anną Zawadzką.
Będąc świadkiem rozstrzelania przez Niemców dwudziestu zakładników w pobliżu skrzyżowania ulicy Piusa XI z Kruczą, harcerki planowały postawić na miejscu egzekucji krzyż. Wycofały się z pomysłu ze względu na zbyt duże niebezpieczeństwo. Zdołały jednak położyć kwiaty pod murem. 12 listopada 1943 roku harcerki uczciły krzyżem trzydziestu mężczyzn rozstrzelanych przez Niemców w pobliżu ul. Wareckiej w Śródmieściu. Krzyż namalowano dzięki szablonowi, przyniesionemu w walizce przez Teresę. Wbrew niektórym relacjom Teresa Bogusławska nie widziała tej egzekucji na własne oczy.

### Aresztowanie 23 lutego 1944

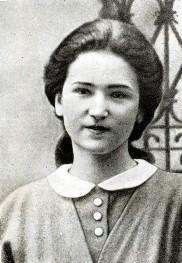
Teresa Bogusławska w 1944

Teresa Bogusławska została aresztowana 23 lutego 1944 roku przez tajnego agenta na Alejach Jerozolimskich w pobliżu ul. Brackiej, podczas rozlepiania haseł. Była więziona w Serbii, oddziale kobiecym więzienia Pawiak. Zeznania składała w siedzibie gestapo na al. Szucha. Podczas brutalnych przesłuchań nie ujawniła żadnych informacji. Wielokrotnie podawała, że do rozpowszechniania haseł namówiła ją ciotka, wówczas już nieżyjąca. Podczas jednego z przesłuchań była obecna matka Teresy. Niemcy, chcąc zmusić aresztowaną do zeznań, grozili, że pobiją matkę pejczem. W więzieniu zachorowała na gruźlicę oraz przeszła załamanie nerwowe. Według pewnej relacji w areszcie Teresa Bogusławska bezskutecznie próbowała uratować nieznanego żydowskiego chłopca, ucząc go Ojcze nasz i zawieszając mu medalik na szyi.
14 marca 1944 roku została wypuszczona. W zależności od źródeł podaje się, że z więzienia wyszła za sprawą okupu zapłaconego przez matkę lub wsparciu ze strony zaprzyjaźnionych z matką Teresy lekarzy (rodzinie mogła pomóc dr Maria Dega, która napisała list do gestapo z prośbą o uwolnienie czternastolatki). Po opuszczeniu więzienia od wiosny 1944 roku leczyła się w sanatorium w Otwocku, musiała co dwa tygodnie meldować się w siedzibie gestapo przy al. Szucha.

### Ostatnie miesiące życia

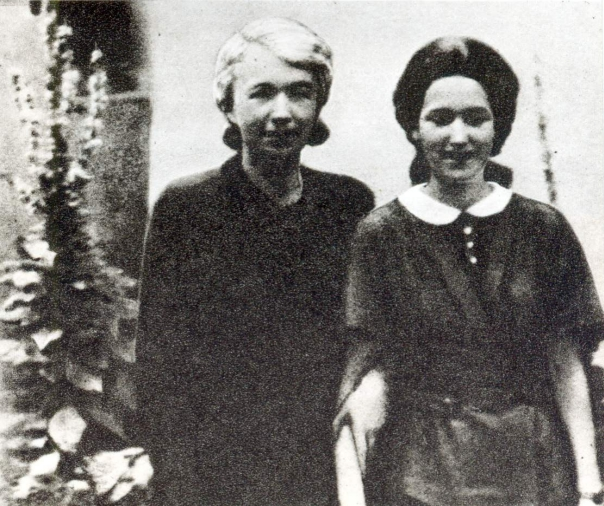
Teresa z matką Marią w 1944; jej ostatnie znane zdjęcie

W lipcu 1944 roku opuściła sanatorium w Otwocku. Pomimo złego stanu zdrowia uczestniczyła w powstaniu warszawskim. Przydzielono ją do zaplecza gospodarczego batalionu „Harnaś”. Zajmowała się szyciem opasek i części mundurów, rzeźbiła ryngrafy z Matką Boską. Podczas powstania chorowała również na płonicę i anginę. Po upadku powstania trafiła do obozu dla chorych w Tworkach. Tam została odnaleziona przez koleżankę matki, doktor Izabellę Wolframównę.
W grudniu 1944 roku została przez matkę wywieziona do Zakopanego. Pod koniec życia chorowała również na zapalenie opon mózgowo-rdzeniowych. Zmarła 1 lutego 1945 roku. Zgodnie ze swoją wolą została pochowana na Cmentarzu Wojskowym na Powązkach wśród innych poległych powstańców, a na jej grobie ustawiono krzyż z koroną cierniową. Jej grób znajduje się w kwaterze 26. Na granitowym krzyżu uwieczniono fragment z jednego z jej wierszy: Ciężka, ach jakże ciężka cierniowa korona… / Jej ból szarpiący skronie, Warszawo, Ty znasz!.

## Twórczość
Stała się znana jako najmłodsza poetka walczącej Warszawy. Przydomek ten nadał jej Władysław Bartoszewski w 1957 roku. Jej pierwsze wiersze charakteryzowały się zachwytem nad pięknem świata i melancholią, następne opisywały życie w czasach okupacji oraz Warszawę. W 1944 roku zaprzestawała pisania wierszy, ograniczając się wyłącznie do napisania kilku utworów.
Zachowało się 65 utworów: 8 z 1941, 16 z 1942, 36 z 1943 i 5 z 1944. Debiutowała anonimowo w wydawanej w Londynie „Polsce Walczy” (nr 15 z 17 kwietnia 1943). Nie wiadomo, w jaki sposób wiersze „Łzy” i „Śmieje się do mnie…” trafiły do „Polski Walczy”. Wydane wiersze czytał Antoni Bogusławski, który rozpoznał autorstwo swojej córki. Inne utwory publikowano w krajowej prasie konspiracyjnej. W 1946 roku w Londynie ukazał się tomik Mogiłom i cieniom. Kilka jej wierszy zostało przełożonych na język angielski przez L. E. Gielguda. W 1973 roku wiersz „Wiozą ich często nocą…” ukazał się w antologii Poezja Polski walczącej J. Szczawieja w 1974 roku. W 1979 roku w Warszawie ukazał się tomik wierszy Wołanie z nocy, z opracowaniem Józefa Szczypka. Ponadto Szczep Harcerski z Ostrowca Świętokrzyskiego wydał na powielaczu tomik Dlaczego nie mamy takiej mocy?. Wiersze „17 X.”, „Warszawski Chrystus” oraz fragment „Listu” z 19 października 1944 roku opublikowano w Sylwetkach kobiet-żołnierzy wydanych przez Fundację „Archiwum i Muzeum Pomorskie Armii Krajowej oraz Wojskowej Służby Polek” w 2006 roku.

## Upamiętnienia
- W 1973 roku Szczep Harcerski z Ostrowca Świętokrzyskiego obrał Teresę Bogusławską za patronkę[23]. Do 2006 roku imię Teresy Bogusławskiej nosiły również trzy Warszawskie Żeńskie Drużyny Harcerskie: 169, 183 i 225[18].
- Wiersz „Dlaczego nie mam takiej mocy…” znalazł się na wydanym w 2016 roku albumie sierpień zespołu rockowego Fabryka[26].